# Банджо
Ба́нджо (англ. banjo) — струнный щипковый музыкальный инструмент типа лютни или гитары. Количество струн 4—6. Резонаторный корпус круглой формы, дека в виде пластиковой мембраны. Используется в музыке США (джаз, кантри, блюграсс, блюз, госпел), вест-индских негров, африканских государств Малави, Камерун, Зимбабве.

## История
Томас Джефферсон упоминает о банджо в 1784 году — вероятно, инструмент был завезён в США из Западной Африки, где его предшественниками были арабские инструменты. Одним из вероятных предков банджо является инструмент энконтинг, распространённый у народа диола, живущего в Сенегале и Гамбии. В XIX веке банджо стало использоваться менестрелями и таким образом проникло в ранние джазовые коллективы в качестве ритмического инструмента. Игра на банджо осуществляется с помощью плектра, так называемых «когтей» (трёх плектров специальной конструкции, надеваемых на большой, указательный и средний пальцы правой руки) или же просто пальцами.

## Описание
Особенностью конструкции банджо является его акустический корпус, по виду немного напоминающий маленький барабан, с лицевой стороны которого двумя десятками регулируемых стяжек-винтов крепится стальное кольцо, натягивающее мембрану, а с тыльной — с зазором в 2 см установлен несколько больший по диаметру деревянный съёмный полукорпус-резонатор (снимаемый при необходимости для понижения громкости инструмента или для доступа к анкерному стержню, крепящему гриф и регулирующему расстояние от струн до плоскости грифа). Струны натягиваются через деревянную (реже — стальную) «кобылку», опирающуюся прямо на мембрану. Мембрана и резонатор придают банджо чистоту и силу звука, которые позволяют ему выделяться среди остальных инструментов. Поэтому оно получило место в джазовых группах Нового Орлеана, где исполняло одновременно ритмический и гармонический аккомпанемент, а иногда — короткие энергичные соло и связки. Четыре струны джазового тенор-банджо обычно настроены как у альта (до-соль-ре-ля) или (реже) как у скрипки (соль-ре-ля-ми).
В народной американской музыке чаще всего используется блюграсс-банджо (иногда называемое вестерн-банджо, кантри-банджо) с 5-ю струнами, более длинной мензурой и специфической настройкой. Укороченная пятая струна натянута не на колковой головке, а на отдельном колке на самом грифе (на пятом ладу). Аккордовая игра плектром, которая была изначально, впоследствии была вытеснена арпеджированной игрой «когтями» надеваемыми на пальцы. Также применяется игра без использования «когтей» и различные перкуссионные приёмы. 5-струнное банджо фигурирует в группах традиционной американской музыки наряду со скрипкой, плоской мандолиной, фолк- или добро-гитарой.
Банджо широко используется также в музыке стилей кантри и блюграсс. Выдающимися исполнителями игры на банджо были Вейд Мейнер и Эрл Скраггс, которые известны новаторскими приёмами исполнения. В Европе известность получил чешский коллектив Banjo Band Ивана Младека.
6-струнное банджо — инструмент относительно редкий, он пользуется успехом у гитаристов, потому что его строй полностью совпадает с гитарным, но не в классическом строе E (E-A-D-G-B-E) а на тон ниже, в D (D-G-C-F-A-D).